# Emil Jørgensen
Emil Ludvig Peter Jørgensen (Gentofte, 7 de fevereiro de 1882 - 23 de março de 1947) foi um futebolista dinamarquês, medalhista olímpico.
Emil Jørgensen competiu nos Jogos Olímpicos de Verão de 1912 em Estocolmo. Ele ganhou a medalha de prata.